# 孙金娣
孙金娣（1963年6月—），女，汉族，中华人民共和国政治人物。现任南京市栖霞区仙林街道党工委书记、仙林农牧场党委书记，仙林大学城工委委员、管委会副主任。全国三八红旗手标兵。